# Amaranthus peruvianus
Amaranthus peruvianus là loài thực vật có hoa thuộc họ Dền. Loài này được (Schauer) Standl. mô tả khoa học đầu tiên năm 1937.